# Université fédérale du Minas Gerais
L'université fédérale du Minas Gerais (Universidade Federal de Minas Gerais ou UFMG) est une université fédérale brésilienne située principalement à Belo Horizonte, capitale de l'État du Minas Gerais. 
Elle comporte vingt écoles sur une superficie de 8 775 579 m2 (dont 639 777 m2 construits), répartis entre quatre campus : Pampulha, Saúde, Montes Claros et Tiradentes. 
En 2015 l'université comptait 48 949 étudiants (dont 14 013 en master ou thèse) et 3 093 enseignants et chercheurs, avec un budget de 1 730 312 958 R$, soit environ 387 445 525 €. Elle est reconnue comme l'une des meilleures du pays.

## Histoire
Chronologie :
- 1839 : création de l’École de pharmacie à Ouro Preto (alors capitale de l'État de Minas Gerais) ;
- 1875 : création de l’École des mines à Ouro Preto ;
- (1889 : le Brésil devient une république ;)
- 1892 : création de la Faculté de droit, toujours à Ouro Preto ;
- (1898 : l'État du Minas Gerais change de capitale. Les établissements sont donc transférés vers Belo Horizonte) ;
- 1907 : création de L’École libre d'odontologie ;
- 1911 : création de la Faculté de médecine, et l’École des mines devient l’École d'ingénieurs ;
- 1927 : regroupement des écoles et facultés avec la création de l'Université du Minas Gerais (UMG), alors une université privée subventionnée par l'État du Minas Gerais ;
- 1949 : l'Université du Minas Gerais devient une université fédérale. Début des travaux de déménagement vers le nouveau campus situé dans la Pampulha, une région administrative de la ville de Belo Horizonte. Par contre, plusieurs facultés restent au centre-ville, notamment L’École d'ingénieurs, la Faculté de droit et la Faculté de médecine (la localisation de celle-ci deviendra le campus santé). D'autres écoles sont regroupées par l'université, notamment l’École d'architecture et la Faculté de philosophie et sciences économiques.
- plusieurs autres écoles sont créées : l'École d'infirmiers (1950), l'École de médecine vétérinaire (1961), le Conservatoire de musique du Minas (1962), l’École de bibliothéconomie (1962), l'École des beaux-arts (1963) ;
- 1965 : l'université adopte son nom actuel : Université fédérale du Minas Gerais ;
- 1968 : le Brésil instaure la réforme du programme de formation des enseignants et des universités. Cette réforme implique un grand changement de l'organisation de l'UFMG. Ainsi, l'ancienne Faculté de philosophie et sciences économiques se divise en plusieurs facultés : l'actuelle Faculté de philosophie et sciences humaines, la Faculté de sciences économiques, la Faculté de lettres et la Faculté d'éducation sont créées. En outre, des instituts sont créés : l'Institut de sciences biologiques, l'Institut de sciences exactes et l'Institut de géosciences ;
- 1969 : création de l'École d'éducation physique ;
- l'UFMG continue de s'agrandir au cours des dernières décennies, notamment via la création d'un troisième campus à Montes Claros, une ville au nord de l'État du Minas Gerais.

## Personnalités liées à l'Université
- Déa Fenelon (-2018), historienne.
- Vera Lúcia de Miranda Guarda (1963-), docteure en sciences pharmaceutiques, chercheuse à l'Université de 1992 à 2018
- Célia Xakriabá (1990-), militante pour les droits des indigènes.